# Hàng không năm 1991
Đây là danh sách các sự kiện hàng không nổi bật xảy ra trong năm 1991:

## Chuyến bay đầu tiên

### Tháng 2
- 13 tháng 2 - Swearingen SJ-30

### Tháng 4
- 27 tháng 4 - Eurocopter Tiger
- 29 tháng 4 - Cessna CitationJet

### Tháng 5
- 10 tháng 5 - Canadair Regional Jet
- 31 tháng 5 - Pilatus PC-12

### Tháng 6
- 18 tháng 6 - BAe RJ70

### Tháng 9
- 15 tháng 9 - C-17 Globemaster III

### Tháng 10
- 25 tháng 10 - Airbus A340